# Psicoterapia focalizzata sul transfert
La psicoterapia focalizzata sul transfert o anche terapia centrata sul transfert (transference focused psychotherapy, TFP), è un trattamento psicoterapico di derivazione psicodinamica, altamente strutturato, bisettimanale, basato sul modello delle relazioni oggettuali delle personalità con livello di funzionamento psicologico borderline di Otto F. Kernberg. 
Tale approccio considera l'individuo con un'organizzazione borderline di personalità come avente una rappresentazione non riconciliata e contraddittoria interiorizzata di sé e degli altri significativi affettivamente caricati. La difesa contro queste contraddittorie relazioni oggettuali interiorizzate porta a relazioni disturbate con gli altri e con se stessi. Le percezioni distorte di sé, degli altri e degli affetti associati, sono al centro del trattamento quando emergono nella relazione con il terapeuta (transfert). Il trattamento si concentra sull'integrazione di parti scisse di rappresentazioni di sé e di oggetti, e l'interpretazione coerente di queste percezioni distorte è considerata il meccanismo del cambiamento.
La TFP è stata validata come trattamento efficace per il disturbo borderline di personalità (DBP), anche se sono stati condotti troppi pochi studi per consentire conclusioni definitive sul suo valore. La TFP è uno dei numerosi trattamenti che possono essere utili nel trattamento del DBP; tuttavia, in uno studio che ha confrontato la TFP, la terapia comportamentale dialettica e la psicoterapia psicodinamica di sostegno, solo la TFP ha dimostrato di modificare il modo in cui i pazienti pensano a se stessi nelle relazioni.

## Il disturbo borderline di personalità
La TFP è un trattamento per il disturbo borderline di personalità (DBP). I pazienti con tale disturbo sono spesso caratterizzati da affettività intensa, relazioni tempestose e comportamenti impulsivi. A causa della loro elevata reattività agli stimoli ambientali, i pazienti con DBP sperimentano spesso cambiamenti drammatici e di breve durata nel loro umore, alternando esperienze di euforia, depressione, ansia e nervosismo. I pazienti con DBP spesso provano intollerabili sentimenti di vuoto che tentano di riempire con comportamenti impulsivi e auto-dannosi, come abuso di sostanze, comportamenti sessuali a rischio, spese incontrollate o alimentazione incontrollata. Inoltre, i pazienti con DBP mostrano spesso comportamenti suicidari ricorrenti, gesti o minacce. Sotto stress intenso i pazienti con DBP possono presentare sintomi dissociativi o paranoici transitori.

## Modello teorico della personalità borderline
Secondo il modello delle relazioni oggettuali, nel normale sviluppo psicologico, i modelli mentali di sé stessi in relazione agli altri, o rappresentazioni di oggetti, diventano sempre più differenziati e integrati. L'esperienza del bambino, inizialmente organizzata attorno a momenti di dolore ("Sono scomodo e bisognoso di qualcuno che si prenda cura di me") e piacere ("Sono ora cullato da qualcuno e mi sento amato"), diventano modelli mentali sempre più integrati e differenziati di se stessi in relazione agli altri. Queste rappresentazioni sempre più mature consentono la combinazione realistica del bene e del male, in modo tale che le qualità positive e negative possano essere integrate in una rappresentazione complessa e sfaccettata di un individuo ("Anche se non si sta prendendo cura di me in questo momento, so che mi ama e lo farà in futuro"). Tali rappresentazioni integrate consentono la tolleranza di ambivalenza, differenza e contraddizione in se stessi e negli altri.
Per Kernberg il grado di differenziazione e integrazione di queste rappresentazioni di sé e dell'altro, insieme alla loro valenza affettiva, costituisce l'organizzazione della personalità. In una normale organizzazione della personalità l'individuo ha un modello integrato di sé e degli altri, che consente stabilità e coerenza all'interno della propria identità e nella percezione degli altri, oltre a una capacità di entrare in intimità con gli altri mantenendo il proprio senso di sé. Ad esempio, un tale individuo sarebbe in grado di tollerare sentimenti di odio nel contesto di una relazione d'amore senza conflitto interno o un senso di discontinuità nella percezione dell'altro. Al contrario, nell'organizzazione di personalità borderline, la mancanza di integrazione nelle rappresentazioni di sé e dell'altro porta all'uso di meccanismi primitivi di difesa (ad esempio, scissione, identificazione proiettiva, dissociazione), diffusione dell'identità (visione incoerente di sé e degli altri) e test di realtà instabili (differenziazione incoerente tra esperienza interna ed esterna). In condizioni di stress elevato, i pazienti borderline potrebbero non comprendere il senso globale delle situazioni e interpretare gli eventi in modi catastrofici e intensamente personali. Tali individui non riescono a discriminare le intenzioni e le motivazioni dell'altro e, quindi, percepiscono solo la minaccia o il rifiuto. Così, pensieri e sentimenti su se stessi e gli altri sono divisi in esperienze dicotomiche di buono o cattivo, nero o bianco, tutto o niente.

## Obiettivi
Gli obiettivi principali della TFP sono la riduzione della suicidalità e comportamenti autoaggressivi, e il facilitare un migliore controllo comportamentale, una maggiore regolazione degli affetti, relazioni più gratificanti e la capacità di perseguire obiettivi di vita. Ciò avverrebbe attraverso lo sviluppo di rappresentazioni integrate di sé e degli altri, la modifica delle operazioni difensive primitive e la risoluzione della diffusione dell'identità che perpetuano la frammentazione del mondo rappresentazionale interno del paziente.

## Trattamento

### Contratto
Il trattamento inizia con lo sviluppo del contratto terapeutico, che consiste di linee guida generali applicabili a tutti i clienti e di elementi specifici, sviluppati da aree problematiche del singolo cliente, che potrebbero interferire con il progresso della terapia. Il contratto contiene anche le responsabilità del terapeuta. Il cliente e il terapeuta devono accettare il contenuto del contratto di trattamento prima che la terapia possa procedere.

### Processo terapeutico
La TFP comprende i seguenti tre passaggi:
- Descrizione diagnostica di una particolare relazione oggettuale interiorizzata
- Elaborazione diagnostica della corrispondente rappresentazione di sé e dell'oggetto e della loro messa in atto nel transfert / controtransfert
- Integrazione delle auto-rappresentazioni scisse, che portano a un senso integrato di sé e degli altri, che risolve la diffusione dell'identità.

Durante il primo anno di terapia, la TFP si concentra su una gerarchia di problemi:
- Contenimento di comportamenti suicidi e autodistruttivi.
- Tentativi del cliente di sabotare la terapia
- Identificazione e ricapitolazione di modelli relazionali oggettuali dominanti (dagli affetti non integrati e indifferenziati e dalle rappresentazioni di sé e degli altri verso un insieme più coerente)[3]

In questa terapia, l'analisi del transfert è il veicolo principale per la trasformazione delle relazioni oggettuali primitive (ad esempio, divise, polarizzate) ad avanzate (per esempio, complesse, differenziate e integrate). Pertanto, in contrasto con le terapie che si focalizzano sul trattamento a breve termine dei sintomi, la TFP ha l'ambizioso obiettivo di non solo modificare i sintomi, ma di cambiare l'organizzazione della personalità, che è il contesto dei sintomi. Per fare questo, le rappresentazioni interne caricate affettivamente delle relazioni precedenti sono coerentemente interpretate nel momento in cui il terapeuta ne diventa consapevole nella relazione terapeutica, cioè nel transfert. Tecniche di chiarificazione, confronto e interpretazione sono utilizzate all'interno della relazione transferale in evoluzione tra il paziente e il terapeuta.
Nella relazione terapeutica, le rappresentazioni di sé e dell'oggetto sono attivate nel transfert. Nel corso della terapia, la proiezione e l'identificazione sono operative, vale a dire, auto-rappresentazioni svalutate vengono proiettate sul terapeuta mentre il cliente si identifica con una rappresentazione di un oggetto critico. Questi processi sono solitamente collegati a esperienze affettive come rabbia o paura. L'informazione che emerge nel transfert fornisce l'accesso diretto al mondo interno dell'individuo per due motivi. In primo luogo, è osservabile sia dal terapeuta che dal paziente simultaneamente in modo che le percezioni inconsistenti della realtà condivisa possano essere discusse immediatamente. Secondo, le percezioni della realtà condivisa sono accompagnate da affetti mentre la discussione sul materiale storico può avere una qualità intellettualizzata ed essere quindi meno informativa.
La TFP sottolinea il ruolo dell'interpretazione all'interno delle sedute di psicoterapia. Mentre le rappresentazioni scisse di sé e dell'altro si svolgono nel corso del trattamento, il terapeuta aiuta il paziente a comprendere le ragioni (le paure o le ansie) che supportano la continua separazione di questi sensi frammentati di sé e dell'altro. Questa comprensione è accompagnata dall'esperienza di forti affetti all'interno della relazione terapeutica. L'integrazione dei concetti divisi e polarizzati di sé e degli altri porta a un senso più complesso, differenziato e realistico di sé e degli altri che consente una migliore modulazione degli affetti e, a sua volta, un pensiero più chiaro. Pertanto, quando le rappresentazioni scisse si integrano, i pazienti tendono a sperimentare una maggiore coerenza dell'identità, relazioni che sono bilanciate e costanti nel tempo e quindi non a rischio di essere sopraffatte dagli affetti aggressivi, una maggiore capacità di intimità, una riduzione dei comportamenti autodistruttivi e un miglioramento generale del funzionamento.

### Meccanismi di cambiamento
Nella TFP, i meccanismi di cambiamento ipotizzati derivano dalla teoria di Kernberg dell'organizzazione borderline della personalità, concettualizzata in termini di affetti e rappresentazioni non autosufficienti e non differenziati di sé e dell'altro. Le rappresentazioni parziali di sé e dell'altro sono accoppiate e collegate da un affetto in unità mentali chiamate diadi di relazione oggettuale. Queste diadi sono elementi di struttura psicologica. Nella patologia borderline, la mancanza di integrazione delle diadi delle relazioni oggettuali interne corrisponde a una struttura psicologica "scissa" in cui le rappresentazioni totalmente negative sono scisse / segregate dalle rappresentazioni positive idealizzate di sé e dell'altro (vedere le persone come tutte buone o tutte cattive). . Il presunto meccanismo globale di cambiamento nei pazienti trattati con TFP è l'integrazione di questi stati di affetto polarizzati e rappresentazioni di sé e dell'altro in un insieme più coerente.

## Efficacia
Nelle prime ricerche che studiarono l'efficacia della TFP per la durata di un anno, i tentativi di suicidio si ridussero significativamente durante il trattamento. Inoltre, le condizioni fisiche dei pazienti migliorarono significativamente. Quando i ricercatori confrontarono l'anno di trattamento con l'anno precedente, fu riscontrato che vi era una significativa riduzione dei ricoveri psichiatrici e dei giorni trascorsi come degenti in ospedali psichiatrici. Il tasso di abbandono per lo studio ad 1 anno fu del 19,1%, che gli autori affermano come comparabile ai tassi di abbandono in studi precedenti che valutavano il trattamento di individui borderline, inclusa la ricerca sull'efficacia della dialectical behavior therapy (DBT).
I risultati di un'altra ricerca hanno indicato che il gruppo trattato con la TFP ha registrato diminuzioni significative delle visite in pronto soccorso e delle ospedalizzazioni durante l'anno di trattamento, oltre a significativi aumenti del funzionamento globale rispetto ai pazienti trattati nel modo usuale.
Uno studio clinico randomizzato ha confrontato i risultati della TFP con il trattamento da parte di esperti di comunità per 104 pazienti borderline. Il tasso di abbandono è stato significativamente più alto nella condizione di psicoterapia di comunità; tuttavia, il tasso di abbandono per la TFP è stato del 38,5%, che gli autori riconoscono come leggermente superiore ai tassi di abbandono associati alla dialectical behavior therapy (DBT) e alla schema-focused therapy (SFT). Il gruppo TFP ha registrato miglioramenti significativi nell'organizzazione della personalità, nel funzionamento psicosociale e nel numero di tentativi di suicidio. In questo studio nessuno dei due gruppi è stato associato a un significativo cambiamento nei comportamenti autolesionisti.
Un altro studio ha confrontato l'efficacia della TFP con quella della DBT e di una terapia di supporto (ST). Prima del trattamento e ad intervalli di quattro mesi durante il trattamento, i pazienti sono stati valutati nei seguenti ambiti: comportamento suicidario, aggressività, impulsività, ansia, depressione e adattamento sociale. I risultati indicano che i pazienti in tutte e tre le condizioni hanno mostrato un miglioramento in più domini al controllo di un anno. Solo i gruppi DBT e TFP erano significativamente associati al miglioramento dei comportamenti suicidari; tuttavia, il gruppo TFP ha superato quello DBT nelle dimensioni di "rabbia" e "miglioramento dell'impulsività". Nel complesso, la partecipazione alla TFP ha previsto un miglioramento significativo in 10 delle 12 variabili tra i 6 domini, la DBT in 5 su 12 e la ST in 6 delle 12 variabili.
In uno studio che ha confrontato TFP e SFT, sono stati riscontrati significativi miglioramenti in entrambi i gruppi di trattamento sui criteri del DBP del DSM-IV e su tutte e quattro le misure dello studio (psicopatologia borderline, psicopatologia generale, qualità della vita e concetti di personalità TFP / SFT) dopo 1, 2 e 3 anni. La terapia focalizzata sullo schema (SFT, o schema therapy come è comunemente nota) è stata associata a un tasso di mantenimento significativamente più alto. Dopo tre anni di trattamento, i pazienti del gruppo SFT hanno mostrato maggiori aumenti della qualità della vita e un numero significativamente maggiore di pazienti SFT ha mostrato miglioramenti clinici sul BPD Severity Index, quarta versione. Più specificamente, il gruppo di schema therapy è migliorato significativamente più del gruppo TFP rispetto alle relazioni, all'impulsività e al comportamento parassitario / suicidario. Si è concluso che la terapia a schema era significativamente più efficace della TFP su tutte le misure valutate durante lo studio. Un follow-up di questo studio ha concluso che sia i clienti che i terapeuti hanno valutato un'alleanza terapeutica più elevata nella schema therapy rispetto alla TFP.